# سادي فروست
سادي فروست (بالإنجليزية: Sadie Frost)‏ هي منتجة أفلام وممثلة بريطانية، ولدت في 19 يونيو 1965 في المملكة المتحدة.

## أعمال

### أفلام
- (1992) دراكولا[7][8]
- (2001) إنتفاضة
- (2004) كابتن السماء وعالم الغد

## وصلات خارجية
- سادي فروست على موقع IMDb (الإنجليزية)
- سادي فروست على موقع ألو سيني (الفرنسية)
- سادي فروست على موقع ميوزك برينز (الإنجليزية)
- سادي فروست على موقع أول موفي (الإنجليزية)
- سادي فروست على موقع قاعدة بيانات الأفلام السويدية (السويدية)
- سادي فروست على موقع إن إن دي بي (الإنجليزية)
- سادي فروست على موقع ديسكوغز (الإنجليزية)
- سادي فروست على موقع قاعدة بيانات الفيلم (الإنجليزية)
- سادي فروست على موقع كينوبويسك (الروسية)